# Didaphne chiguinda
Didaphne chiguinda là một loài bướm đêm thuộc phân họ Arctiinae, họ Erebidae.